# Plavání na mistrovství světa v plaveckých sportech 2015
Závody v plavání v olympijském 50 m bazénu na mistrovství světa v plaveckých sportech za rok 2015 proběhly v Kazani, Rusko ve dnech 2. až 9. srpna 2015.

## Výsledky

### Individuální disciplíny
| Muži                 | Zlato                      | Zlato    | Stříbro                        | Stříbro  | Bronz                                                                  | Bronz    |
| -------------------- | -------------------------- | -------- | ------------------------------ | -------- | ---------------------------------------------------------------------- | -------- |
| 50 m volný způsob    | Florent Manaudou (FRA)     | 21,19    | Nathan Adrian (USA)            | 21,52    | Bruno Fratus (BRA)                                                     | 21,55    |
| 100 m volný způsob   | Ning Ce-tchao (CHN)        | 47,84    | Cameron McEvoy (AUS)           | 47,95    | Federico Grabich (ARG)                                                 | 48,12    |
| 200 m volný způsob   | James Guy (GBR)            | 1:45,14  | Sun Jang (CHN)                 | 1:45,20  | Paul Biedermann (GER)                                                  | 1:45,38  |
| 400 m volný způsob   | Sun Jang (CHN)             | 3:42,58  | James Guy (GBR)                | 3:43,75  | Ryan Cochrane (CAN)                                                    | 3:44,59  |
| 800 m volný způsob   | Sun Jang (CHN)             | 7:39,96  | Gregorio Paltrinieri (ITA)     | 7:40,81  | Mackenzie Horton (AUS)                                                 | 7:44,02  |
| 1500 m volný způsob  | Gregorio Paltrinieri (ITA) | 14:39,67 | Connor Jaeger (USA)            | 14:41,20 | Ryan Cochrane (CAN)                                                    | 14:51,08 |
| 50 m znak            | Camille Lacourt (FRA)      | 24,23    | Matthew Grevers (USA)          | 24,61    | Benjamin Treffers (AUS)                                                | 24,69    |
| 100 m znak           | Mitchell Larkin (AUS)      | 52,40    | Camille Lacourt (FRA)          | 52,48    | Matthew Grevers (USA)                                                  | 52,66    |
| 200 m znak           | Mitchell Larkin (AUS)      | 1:53,58  | Radosław Kawęcki (POL)         | 1:54,55  | Jevgenij Rylov (RUS)                                                   | 1:54,60  |
| 50 m motýlek         | Florent Manaudou (FRA)     | 22,97    | Nicholas Santos (BRA)          | 23,09    | László Cseh (HUN) Konrad Czerniak (POL)                                | 23,15    |
| 100 m motýlek        | Chad le Clos (RSA)         | 50,56    | László Cseh (HUN)              | 50,87    | Joseph Schooling (SGP)                                                 | 50,96    |
| 200 m motýlek        | László Cseh (HUN)          | 1:53,48  | Chad le Clos (RSA)             | 1:53,68  | Jan Świtkowski (POL)                                                   | 1:54,10  |
| 50 m prsa            | Adam Peaty (GBR)           | 26,51    | Cameron van der Burgh (RSA)    | 26,66    | Kevin Cordes (USA)                                                     | 26,86    |
| 100 m prsa           | Adam Peaty (GBR)           | 58,52    | Cameron van der Burgh (RSA)    | 58,59    | Ross Murdoch (GBR)                                                     | 59,09    |
| 200 m prsa           | Marco Koch (GER)           | 2:07,76  | Kevin Cordes (USA)             | 2:08,05  | Dániel Gyurta (HUN)                                                    | 2:08,10  |
| 200 m polohový závod | Ryan Lochte (USA)          | 1:55,81  | Thiago Pereira (BRA)           | 1:56,65  | Wang Šun (CHN)                                                         | 1:56,81  |
| 400 m polohový závod | Daija Seto (JPN)           | 4:08,50  | Dávid Verrasztó (HUN)          | 4:09,90  | Chase Kalisz (USA)                                                     | 4:10,05  |
| Ženy                 | Zlato                      | Zlato    | Stříbro                        | Stříbro  | Bronz                                                                  | Bronz    |
| 50 m volný způsob    | Bronte Campbellová (AUS)   | 24,12    | Ranomi Kromowidjojová (NED)    | 24,22    | Sarah Sjöströmová (SWE)                                                | 24,31    |
| 100 m volný způsob   | Bronte Campbellová (AUS)   | 52,52    | Sarah Sjöströmová (SWE)        | 52,70    | Cate Campbellová (AUS)                                                 | 52,82    |
| 200 m volný způsob   | Kathleen Ledecká (USA)     | 1:55,16  | Federica Pellegriniová (ITA)   | 1:55,32  | Melissa Franklinová (USA)                                              | 1:55,49  |
| 400 m volný způsob   | Kathleen Ledecká (USA)     | 3:59,13  | Sharon van Rouwendaalová (NED) | 4:03,02  | Jessica Ashwoodová (AUS)                                               | 4:03,34  |
| 800 m volný způsob   | Kathleen Ledecká (USA)     | 8:07,39  | Lauren Boyleová (NZL)          | 8:17,65  | Jazmin Carlinová (GBR)                                                 | 8:18,15  |
| 1500 m volný způsob  | Kathleen Ledecká (USA)     | 15:25,48 | Lauren Boyleová (NZL)          | 15:40,14 | Boglárka Kapásová (HUN)                                                | 15:47,09 |
| 50 m znak            | Fu Jüan-chuej (CHN)        | 27,11    | Etiene Medeirosová (BRA)       | 27,26    | Liou Siang (CHN)                                                       | 27,58    |
| 100 m znak           | Emily Seebohmová (AUS)     | 58,26    | Madison Wilsonová (AUS)        | 58,75    | Mie Nielsenová (DEN)                                                   | 58,86    |
| 200 m znak           | Emily Seebohmová (AUS)     | 2:05,81  | Melissa Franklinová (USA)      | 2:06,34  | Katinka Hosszúová (HUN)                                                | 2:06,84  |
| 50 m motýlek         | Sarah Sjöströmová (SWE)    | 24,96    | Jeanette Ottesenová (DEN)      | 25,34    | Lu Jing (CHN)                                                          | 25,37    |
| 100 m motýlek        | Sarah Sjöströmová (SWE)    | 55,64    | Jeanette Ottesenová (DEN)      | 57,05    | Lu Jing (CHN)                                                          | 57,48    |
| 200 m motýlek        | Nacumi Hošiová (JPN)       | 2:05,56  | Cammile Adamsová (USA)         | 2:06,40  | Čang Jü-fej (CHN)                                                      | 2:06,51  |
| 50 m prsa            | Jennie Johanssonová (SWE)  | 30,05    | Alia Atkinsonová (JAM)         | 30,11    | Julija Jefimovová (RUS)                                                | 30,13    |
| 100 m prsa           | Julija Jefimovová (RUS)    | 1:05,66  | Rūta Meilutisová (LTU)         | 1:06,36  | Alia Atkinsonová (JAM)                                                 | 1:06,42  |
| 200 m prsa           | Kanako Watanabeová (JPN)   | 2:21,15  | Micah Lawrenceová (USA)        | 2:22,44  | Š' Ťing-lin (CHN) Rikke Møller Pedersenová (DEN) Jessica Vallová (ESP) | 2:22,76  |
| 200 m polohový závod | Katinka Hosszúová (HUN)    | 2:06,12  | Kanako Watanabeová (JPN)       | 2:08,45  | Siobhan-Marie O'Connorová (GBR)                                        | 2:08,77  |
| 400 m polohový závod | Katinka Hosszúová (HUN)    | 4:30,39  | Madeline DiRadová (USA)        | 4:31,71  | Emily Overholtová (CAN)                                                | 4:32,52  |

### Štafety
| Muži                   | Zlato | Zlato   | Stříbro | Stříbro | Bronz | Bronz   |
| ---------------------- | --- | ------- | --- | ------- | --- | ------- |
| 4×100 m volný způsob   | Francie (FRA) (Mehdy Metella, Florent Manaudou, Fabien Gilot, Jérémy Stravius, (r)Lorys Bourelly, (r)Clément Mignon)                                        | 3:10,74 | Rusko (RUS) (Andrej Grečin, Nikita Lobincev, Vladimir Morozov, Alexandr Suchorukov, (r)Danila Izotov)                                      | 3:11,19 | Itálie (ITA) (Luca Dotto, Marco Orsi, Michele Santucci, Filippo Magnini) | 3:12,53 |
| 4×200 m volný způsob   | Spojené království (GBR) (Daniel Wallace, Robert Renwick, Calum Jarvis, James Guy, (r)Nicholas Grainger, (r)Duncan Scott)                                   | 7:04,33 | USA (USA) (Ryan Lochte, Conor Dwyer, Reed Malone, Michael Weiss, (r)Michael Klueh)                                                         | 7:04,75 | Austrálie (AUS) (Cameron McEvoy, David McKeon, Daniel Smith, Thomas Fraser-Holmes, (r)Grant Hackett, (r)Kurt Herzog)                                                               | 7:05,34 |
| 4×100 m polohový závod | USA (USA) (Ryan Murphy, Kevin Cordes, Thomas Shields, Nathan Adrian, (r)Matthew Grevers, (r)Cody Miller, (r)Timothy Phillips, (r)Ryan Lochte)               | 3:29,93 | Austrálie (AUS) (Mitchell Larkin, Jake Packard, Jayden Hadler, Cameron McEvoy, (r)David Morgan, (r)Kyle Chalmers)                          | 3:30,08 | Francie (FRA) (Camille Lacourt, Giacomo Perez-Dortona, Mehdy Metella, Fabien Gilot)                                                                                                | 3:30,50 |
| Ženy                   | Zlato | Zlato   | Stříbro | Stříbro | Bronz | Bronz   |
| 4×100 m volný způsob   | Austrálie (AUS) (Emily Seebohmová, Emma McKeonová, Bronte Campbellová, Cate Campbellová, (r)Madison Wilsonová, (r)Melanie Schlangerová)                     | 3:31,48 | Nizozemsko (NED) (Ranomi Kromowidjojová, Maud van der Meerová, Marrit Steenbergenová, Femke Heemskerková)                                  | 3:33,67 | USA (USA) (Melissa Franklinová, Margo Geerová, Lia Nealová, Simone Manuelová, (r)Shannon Vreelandová, (r)Abbigail Weitzeilová)                                                     | 3:34,61 |
| 4×200 m volný způsob   | USA (USA) (Melissa Franklinová, Leah Smithová, Kathryn McLaughlinová, Kathleen Ledecká, (r)Cierra Rungeová, (r)Chelsea Chenaultová, (r)Shannon Vreelandová) | 7:45,37 | Itálie (ITA) (Alice Mizzauová, Erica Mussová, Chiara Masiniová Luccettiová, Federica Pellegriniová)                                        | 7:48,41 | Čína (CHN) (Čchiou Jü-chan, Kuo Ťün-ťün, Čang Jü-chan, Šen Tuo, (r)Šao I-wen) | 7:49,10 |
| 4×100 m polohový závod | Čína (CHN) (Fu Jüan-chuej, Š' Ťing-lin, Lu Jing, Šen Tuo, (r)Čchen Sin-i, (r)Čchiou Jü-chan)                                                                | 3:54,41 | Švédsko (SWE) (Michelle Colemanová, Jennie Johanssonová, Sarah Sjöströmová, Louise Hanssonová)                                             | 3:55,24 | Austrálie (AUS) (Emily Seebohmová, Taylor McKeownová, Emma McKeonová, Bronte Campbellová, (r)Madison Wilsonová, (r)Lorna Tonksová, (r)Madeline Grovesová, (r)Melanie Schlangerová) | 3:55,56 |
| Mix                    | Zlato | Zlato   | Stříbro | Stříbro | Bronz | Bronz   |
| 4×100 m volný způsob   | USA (USA) (Ryan Lochte, Nathan Adrian, Simone Manuelová, Melissa Franklinová, (r)Conor Dwyer, (r)Margo Geerová, (r)Abbigail Weitzeilová)                    | 3:23,05 | Nizozemsko (NED) (Sebastiaan Verschuren, Joost Reijns, Ranomi Kromowidjojová, Femke Heemskerková, (r)Kyle Stolk, (r)Marrit Steenbergenová) | 3:23,10 | Kanada (CAN) (Santo Condorelli, Yuri Kisil, Chantal Van Landeghemová, Sandrine Mainvilleová, (r)Karl Krug, (r)Victoria Poonová)                                                    | 3:23,59 |
| 4×100 m polohový závod | Spojené království (GBR) (Chris Walker-Hebborn, Adam Peaty, Siobhan-Marie O'Connorová, Francesca Halsallová, (r)Ross Murdoch, (r)Rachael Kellyová)          | 3:41,71 | USA (USA) (Ryan Murphy, Kevin Cordes, Kathryn McLaughlinová, Margo Geerová, (r)Kendyl Stewart, (r)Lia Nealová)                             | 3:43,27 | Německo (GER) (Jan-Philip Glania, Hendrik Feldwehr, Alexandra Wenková, Annika Bruhnová)                                                                                            | 3:44,13 |

## Medailová bilance
V plavání se rozdělilo celkem 42 sad medailí.
| Pořadí | Stát                     |       | Muži    | Muži  | Muži  |         | Ženy  | Ženy  | Ženy    |       | Mix   | Mix     | Mix   |  | Muži + Ženy + Mix | Muži + Ženy + Mix | Muži + Ženy + Mix | Celkem |
| Pořadí | Stát                     | Zlato | Stříbro | Bronz | Zlato | Stříbro | Bronz | Zlato | Stříbro | Bronz | Zlato | Stříbro | Bronz |  |                   |                   |                   | Celkem |
| ------ | ------------------------ | ----- | ------- | ----- | ----- | ------- | ----- | ----- | ------- | ----- | ----- | ------- | ----- |  | ----------------- | ----------------- | ----------------- | ------ |
| 1.     | USA (USA)                |       | 2       | 5     | 3     |         | 5     | 4     | 2       |       | 1     | 1       | 0     |  | 8                 | 10                | 5                 | 23     |
| 2.     | Austrálie (AUS)          |       | 2       | 2     | 3     |         | 5     | 1     | 3       |       | 0     | 0       | 0     |  | 7                 | 3                 | 6                 | 16     |
| 3.     | Čína (CHN)               |       | 3       | 1     | 1     |         | 2     | 0     | 6       |       | 0     | 0       | 0     |  | 5                 | 1                 | 7                 | 13     |
| 4.     | Spojené království (GBR) |       | 4       | 1     | 1     |         | 0     | 0     | 2       |       | 1     | 0       | 0     |  | 5                 | 1                 | 3                 | 9      |
| 5.     | Francie (FRA)            |       | 4       | 1     | 1     |         | 0     | 0     | 0       |       | 0     | 0       | 0     |  | 4                 | 1                 | 1                 | 6      |
| 6.     | Maďarsko (HUN)           |       | 1       | 2     | 2     |         | 2     | 0     | 2       |       | 0     | 0       | 0     |  | 3                 | 2                 | 4                 | 9      |
| 7.     | Švédsko (SWE)            |       | 0       | 0     | 0     |         | 3     | 2     | 1       |       | 0     | 0       | 0     |  | 3                 | 2                 | 1                 | 6      |
| 8.     | Japonsko (JPN)           |       | 1       | 0     | 0     |         | 2     | 1     | 0       |       | 0     | 0       | 0     |  | 3                 | 1                 | 0                 | 4      |
| 9.     | Itálie (ITA)             |       | 1       | 1     | 1     |         | 0     | 2     | 0       |       | 0     | 0       | 0     |  | 1                 | 3                 | 1                 | 5      |
| 10.    | Jižní Afrika (RSA)       |       | 1       | 3     | 0     |         | 0     | 0     | 0       |       | 0     | 0       | 0     |  | 1                 | 3                 | 0                 | 4      |
| 11.    | Rusko (RUS)              |       | 0       | 1     | 1     |         | 1     | 0     | 1       |       | 0     | 0       | 0     |  | 1                 | 1                 | 2                 | 4      |
| 12.    | Německo (GER)            |       | 1       | 0     | 1     |         | 0     | 0     | 0       |       | 0     | 0       | 1     |  | 1                 | 0                 | 2                 | 3      |
| 13.    | Nizozemsko (NED)         |       | 0       | 0     | 0     |         | 0     | 3     | 0       |       | 0     | 1       | 0     |  | 0                 | 4                 | 0                 | 4      |
| 14.    | Brazílie (BRA)           |       | 0       | 2     | 1     |         | 0     | 1     | 0       |       | 0     | 0       | 0     |  | 0                 | 3                 | 1                 | 4      |
| 15.    | Dánsko (DEN)             |       | 0       | 0     | 0     |         | 0     | 2     | 2       |       | 0     | 0       | 0     |  | 0                 | 2                 | 2                 | 4      |
| 16.    | Nový Zéland (NZL)        |       | 0       | 0     | 0     |         | 0     | 2     | 0       |       | 0     | 0       | 0     |  | 0                 | 2                 | 0                 | 2      |
| 17.    | Polsko (POL)             |       | 0       | 1     | 2     |         | 0     | 0     | 0       |       | 0     | 0       | 0     |  | 0                 | 1                 | 2                 | 3      |
| 18.    | Jamajka (JAM)            |       | 0       | 0     | 0     |         | 0     | 1     | 1       |       | 0     | 0       | 0     |  | 0                 | 1                 | 1                 | 2      |
| 19.    | Litva (LTU)              |       | 0       | 0     | 0     |         | 0     | 1     | 0       |       | 0     | 0       | 0     |  | 0                 | 1                 | 0                 | 1      |
| 20.    | Kanada (CAN)             |       | 0       | 0     | 2     |         | 0     | 0     | 1       |       | 0     | 0       | 1     |  | 0                 | 0                 | 4                 | 4      |
| 21.    | Singapur (SGP)           |       | 0       | 0     | 1     |         | 0     | 0     | 0       |       | 0     | 0       | 0     |  | 0                 | 0                 | 1                 | 1      |
| 21.    | Argentina (ARG)          |       | 0       | 0     | 1     |         | 0     | 0     | 0       |       | 0     | 0       | 0     |  | 0                 | 0                 | 1                 | 1      |
| 21.    | Španělsko (ESP)          |       | 0       | 0     | 0     |         | 0     | 0     | 1       |       | 0     | 0       | 0     |  | 0                 | 0                 | 1                 | 1      |
| Celkem | Celkem                   |       | 20      | 20    | 21    |         | 20    | 20    | 22      |       | 2     | 2       | 2     |  | 42                | 42                | 45                | 129    |